# Point limite zéro
Pour plus de détails, voir Fiche technique et Distribution.
Point limite zéro (Vanishing Point, littéralement « Point de fuite ») est un film d'action, un road movie américain réalisé par Richard C. Sarafian, sorti en 1971.

## Synopsis
Kowalski fait le pari qu'il peut convoyer une Dodge Challenger R/T 440 Magnum blanche, de Denver à San Francisco en quinze heures. Il s'ensuit une course-poursuite avec la police des États qu'il traverse. Dans sa course, il est aidé par un animateur radio noir et aveugle, Super Soul. On apprend au long du film que Kowalski a combattu au Viêt Nam, puis qu'il a été tour à tour policier, puis pilote de motos et de Nascar.

## Fiche technique
- Titre original : Vanishing Point
- Titre français : Point limite zéro
- Réalisation : Richard C. Sarafian
- Scénario : Guillermo Cain et Barry Hall (non crédité)
- Histoire :  Malcolm Hart
- Photographie : John A. Alonzo
- Montage : Stefan Arnsten
- Musique : Jimmy Bowen
- Production : Norman Spencer
- Sociétés de production : Cupid Productions ; 20th Century Fox (co-production)
- Société de distribution : 20th Century Fox
- Pays d'origine :  États-Unis
- Langue originale : anglais
- Format : couleur (DeLuxe) - 1,85:1 - Mono - 35 mm
- Genre : action, road movie
- Durée : 99 minutes (version américaine) / 106 minutes (version britannique)
- Dates de sortie :
  - États-Unis : 15 janvier 1971 (sortie limitée) ; 13 mars 1971 (sortie nationale)
  - France : 12 mai 1971 ; 8 mars 2006 (ressortie)
  - Belgique : 23 septembre 1971
- Affiches : Raymond Elseviers (Belgique), René Ferracci (France)

## Distribution
- Barry Newman (VF : Marc de Georgi) : Kowalski
- Cleavon Little (VF : Med Hondo) : Super Soul, le DJ
- Dean Jagger (VF : Philippe Dumat) : le prospecteur et chasseur de serpents
- Victoria Medlin : Vera Thornton
- Paul Koslo : Charlie, le jeune policier
- Robert Donner : Collins, le policier plus âgé
- Timothy Scott : Angel
- Gilda Texter (en) : la motarde nue
- Anthony James : l’autostoppeur homosexuel no 1
- Arthur Malet (VF : Marc Cassot) : l’autostoppeur homosexuel no 2
- Karl Swenson : Sandy (Argo's Car Delivery)
- Severn Darden : Jessie Hovah
- Les chanteurs chez J. Hovah : Delaney & Bonnie & Friends (Delaney Bramlett (en), Bonnie Bramlett)
- Lee Weaver (en) : Jake (revendeur de drogue à Denver)
- Cherie Foster : la fille no 1
- Valerie Kairys : la fille no 2
- Tom Reese : le shérif
- Owen Bush (en) : l'officier de communication
- John Amos (VF : Henry Djanik) : l'assistant de Super Soul
- David Gates : le pianiste

Acteurs non crédités
- Val Avery : l’officier de police
- Meg Wyllie : la messagère de police
- Charlotte Rampling (VF : elle même) : la mystérieuse auto-stoppeuse (scène coupée dans la version américaine)
- Rita Coolidge : la Chanteuse

## Production

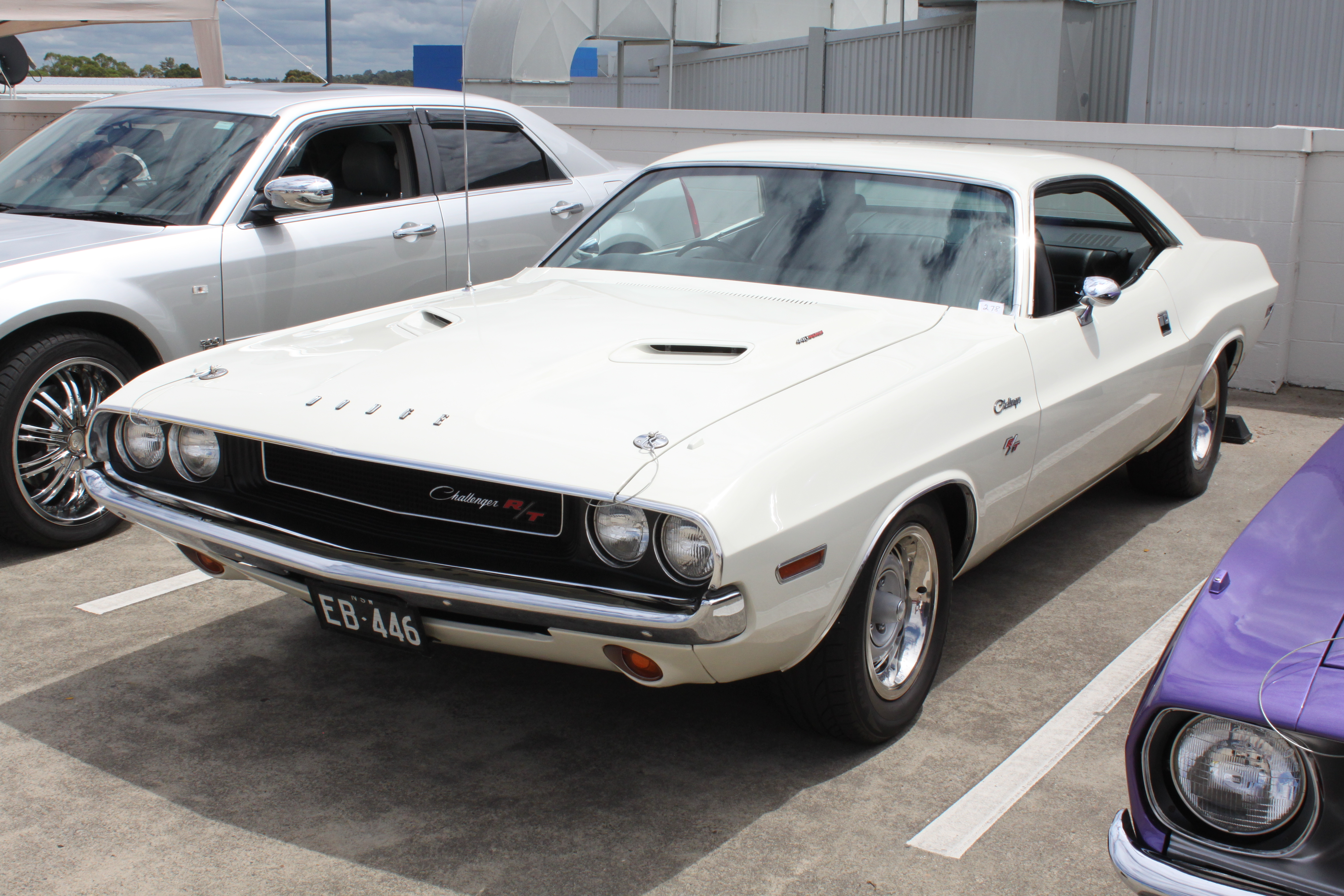
Le héros conduit une Dodge Challenger RT blanche.

### Développement
Le film est écrit par Guillermo Cain, d'après une histoire de Malcolm Hart. Guillermo Cain est en réalité un pseudonyme utilisé par l'écrivain cubain Guillermo Cabrera Infante. Le réalisateur raconte qu'à l'époque du film, Guillermo Cabrera Infante était « frêle, hypocondriaque et ne se déplaçait nulle part sans sa trousse à pharmacie. Il craignait tout, les microbes, les avions, les voitures. »

### Attribution des rôles
Le réalisateur Richard C. Sarafian voulait Gene Hackman pour le rôle principal, mais le directeur de la Fox Richard Zanuck impose Barry Newman.
Charlotte Rampling a tourné une scène où elle est auto-stoppeuse ; cette scène existait dans la version internationale de 1971, mais elle a été supprimée dans la version diffusée aux États-Unis.

### Tournage
Le film est tourné en seulement vingt-huit jours par une équipe limitée de dix-neuf personnes, dont le budget initial de 1,4 million de dollars est alors dépassé de 14 000 dollars et huit Dodge Challenger sont utilisées durant le tournage des scènes de poursuite.

### Musique
À l'origine, le réalisateur Richard C. Sarafian voulait utiliser l'album Motel Shot de Delaney & Bonnie comme bande originale. Cependant, le directeur du département musique de la Fox de l'époque, Lionel Newman, refuse en raison de droits d'auteur trop élevés pour le studio. Le réalisateur suggère alors d'engager Randy Newman, mais le studio refuse également. Après avoir vu le film, Jimmy Bowen compose trois morceaux originaux. Bonnie & Friends apparaissent quant à eux dans le film dans les rôles des chanteurs de musique chrétienne en compagnie de la chanteuse Rita Coolidge et de David Gates au piano.
Nobody Knows est la première chanson interprétée par Kim Carnes, créditée « Kim & Dave ». Elle a également écrit Sing Out for Jesus chantée par Big Mama Thornton.
| Liste des titres | Liste des titres                               | Liste des titres             | Liste des titres | Liste des titres | Liste des titres | Liste des titres | Liste des titres | Liste des titres | Liste des titres |
| No               | Titre                                          | Auteur                       | Durée            |                  |                  |                  |                  |                  |                  |
| ---------------- | ---------------------------------------------- | ---------------------------- | ---------------- | ---------------- | ---------------- | ---------------- | ---------------- | ---------------- | ---------------- |
| 1.               | Super Soul Theme (The J.B. Pickers)            | Jimmy Bowen                  | 1:50             |                  |                  |                  |                  |                  |                  |
| 2.               | The Girl Done Got It Together (Bobby Doyle)    | Mike Settle                  | 2:47             |                  |                  |                  |                  |                  |                  |
| 3.               | Where Do We Go From Here? (Jimmy Walker)       | Mike Settle                  | 2:53             |                  |                  |                  |                  |                  |                  |
| 4.               | Welcome to Nevada (Jerry Reed)                 | Barnhill, Lanier             | 1:52             |                  |                  |                  |                  |                  |                  |
| 5.               | Dear Jesus God (Bob Segarini and Randy Bishop) | Segarini, Bishop             | 3:57             |                  |                  |                  |                  |                  |                  |
| 6.               | Runaway Country (Doug Dillard Expedition)      | Doug Dillard, Byron Berline  | 4:09             |                  |                  |                  |                  |                  |                  |
| 7.               | You Got to Believe (Delaney, Bonnie & Friends) | Delaney Bramlett             | 3:00             |                  |                  |                  |                  |                  |                  |
| 8.               | Love Theme (Jimmy Bowen Orchestra)             | Jimmy Bowen                  | 2:40             |                  |                  |                  |                  |                  |                  |
| 9.               | So Tired (Eve)                                 | Creamer, Sliwin, Temmer      | 2:10             |                  |                  |                  |                  |                  |                  |
| 10.              | Freedom of Expression (The J.B. Pickers)       | Jimmy Bowen                  | 5:48             |                  |                  |                  |                  |                  |                  |
| 11.              | Mississippi Queen (Mountain)                   | West, Laing, Pappalardi, Rea | 2:32             |                  |                  |                  |                  |                  |                  |
| 12.              | Sing Out for Jesus (Big Mama Thornton)         | Kim Carnes                   | 1:47             |                  |                  |                  |                  |                  |                  |
| 13.              | Over Me (Bob Segarini and Randy Bishop)        | Bob Segarini, Randy Bishop   | 3:04             |                  |                  |                  |                  |                  |                  |
| 14.              | Nobody Knows (Kim & Dave)                      | Mike Settle                  | 2:22             |                  |                  |                  |                  |                  |                  |
| 40:51            |                                                |                              |                  |                  |                  |                  |                  |                  |                  |

## Remake
En 1997, un remake télévisé intitulé Vanishing Point (en) est produit par Fox Television, avec Viggo Mortensen, Jason Priestley, Peta Wilson, Christine Elise et Keith David.

## Postérité
- Le titre original du film a inspiré au groupe britannique Primal Scream le nom de leur album publié en 1997, Vanishing Point. L'album a été conçu comme bande originale alternative au film. Sur ce même album se trouve un morceau intitulé Kowalski[3].
- Le clip vidéo du morceau Freedom at 21 issu de l'album Blunderbuss de Jack White est librement inspiré du film[4].
- Le film est cité  comme « un des meilleurs films américains jamais réalisés » par un des personnages de Boulevard de la mort de Quentin Tarantino [5].